# تشم بونة (مقاطعة دورة)
تشم بونة (بالفارسية: چم پونه) هي قرية تقع في قسم تشكن الريفي (مقاطعة دورة) في إيران. يقدر عدد سكانها بـ 15 نسمة بحسب إحصاء 2016.